# Крістін Коллінз
Крістін Іда Коллінз (14 грудня 1888 — 8 грудня 1964) — американка, яка стала відома наприкінці 1920-х і 1930-х років після того, як у 1928 році зник її дев'ятирічний син Волтер Коллінз. Під час судових свідчень Гордона Норткотта суд штату Каліфорнія дійшов висновку, що Волтер Коллінз був убитий Гордоном Стюартом Норткоттом, якого невдовзі стратили у Сан-Квентіні у 1930 році. Її пошуки сина описані у фільмі Клінта Іствуда «Підміна» 2008 року, де роль Коллінз виконала Анджеліна Джолі, яка отримала номінацію за найкращу жіночу роль на премію «Оскар».

## Біографія
Крістін народилася в сім'ї Клари Горн (1851—1923) та Френсіса Данна (1839—1912). Мати була іммігранткою з Англії, батько — з Ірландії. У Крістін було кілька сестер й один брат. Френсіс був судноводієм і сім'я якийсь час жила на Гаваях і в Каліфорнії, перш ніж осісти в Сіетлі, але Крістін на той момент вирішила оселитися у Лос-Анджелесі, де вона народилася. Там вона пішла працювати у телефонну компанію, де зрештою дослужилася до диспетчера. У якийсь момент вона зустріла шахрая та грабіжника, на ім'я Волтер Джозеф Енсон (який надалі використовував псевдоніми Волтера Коллінза або Конрада Коллінза), який працював водієм трамвая. Вони побралися, оселившись у районі Лінкольн-Гайтс у Лос-Анджелесі, і 23 вересня 1918 року у них народився син Волтер. У 1923 році Волтера-старшого, за яким значилося вісім озброєних пограбувань, засудили до перебування у каліфорнійській в'язниці Фолсом. Він помер там 18 серпня 1932 і був похований на тюремному цвинтарі.

## Зникнення Волтера Коллінза
Волтер Коллінз зник 10 березня 1928 року після того, як Крістін дала йому грошей на похід у кіно. Зникнення Волтера привернув увагу всієї країни, і поліцейське управління Лос-Анджелеса безрезультатно перевіряло сотні версій. Поліція зіткнулася з негативною реакцією та зростальним тиском громадськості, яка вимагала розкрити справу. Через п'ять місяців після зникнення Волтера у Де-Калбі (штат Іллінойс) був знайдений хлопчик, який стверджував, що він — Волтер Коллінз.
Під час возз'єднання Коллінз сказала, що хлопчик не її син. Оскільки громадськість вимагала розслідувати зникнення дитини, капітан Джей Джей Джонс переконав її перевірити хлопчика, забравши його додому. Вона повернулася до поліцейської дільниці через три тижні, знову заявивши, що вони знайшли не її сина. Коллінз показувала стоматологічні карти, які підтверджували те, що хлопчик не є Волтером, проте поліція не прийняла їх. Коллінз повідомила, що Джонс звинуватив її в тому, що вона — погана мати. Невдовзі поліцейський відправив Коллінз до психіатричного відділення окружної лікарні Лос-Анджелеса, використовуючи «код 12» — код, який використовується для ув'язнення людини, яка могла засумніватися в діях поліції та викрити бездіяльність, корупцію або бажання швидко закрити справу.
Поки Коллінз була у відділенні, Джонс допитав хлопчика, який незабаром зізнався, що його справжнє ім'я — Артур Гатченс-молодший, 12-річний втікач з Айови. Поліція затримала Гатченса у штаті Іллінойс. Коли його запитали, чи він Волтер Коллінз, він спочатку відповів «ні», але потім сказав «так». Причиною обману стало бажання потрапити до Голлівуду, щоб зустрітися зі своїм улюбленим актором Томом Міксом. Коллінз звільнили через десять днів після зізнання Гатченса. Вона подала позов проти поліцейського управління Лос-Анджелеса. Коллінз виграла справу проти Джонса та мала отримати 10 800 доларів, які Джонс так і не виплатив.
У 1929 році Гордона Стюарта Норткотта визнали винним у викраденні, розбещенні та вбивстві трьох маленьких хлопчиків (ці вбивства отримали назву «Вбивства у курнику Вайнвілля»). Мати Норткотта, Сара Луїза Норткотт, наприкінці 1928 року зізналася у своїй участі у вбивстві Волтера Коллінза, який став однією з жертв її сина. Після зізнання її засудили без суду до довічного ув'язнення за участь у смерті Волтера. Штат вирішив не судити Гордона Норткотта за вбивство Волтера, а натомість притягли його до суду за вбивства трьох інших хлопчиків, за якими були судово-медичні докази. 13 лютого 1929 року його визнали винним у всіх трьох вбивствах і засудили до страти. Попри ці вироки, Гордон Норткотт заперечував те, що він убив Волтера, а Сара Норткотт пізніше намагалася відмовитися від своїх слів і надавала інші суперечливі та непослідовні свідчення. Коллінз, яка повірила новим свідченням, почала вірити, що її син живий (попри визнання Сарою Норткотт своєї провини перед суддею та свідчення Сенфорда Кларка у вбивстві Волтера Коллінза, які це підтверджували). Вона листувалася з Норткоттом й отримала дозвіл взяти у нього інтерв'ю незадовго до страти. Норткотт пообіцяв розповісти правдиву історію про долю її сина, але в останню хвилину відмовився від своїх слів та зізнався у своїй непричетності. Поява іншого хлопчика, якого Норткотт викрав і, можливо, розбестив, дало нову надію. Поліція спочатку гадала, що хлопчик міг стати жертвою вбивства Норткотта. Коллінз продовжувала шукати сина до кінця свого життя. Вона кілька разів намагалася отримати гроші від Джонса, які їй належали, включно за судовою справою 1941 року, в якій вона намагалася отримати 15 562 долари у Вищому суді. Коллінз померла у 1964 році. Її поховали у Лос-Анджелесі.

## Крістін Коллінз у мистецтві

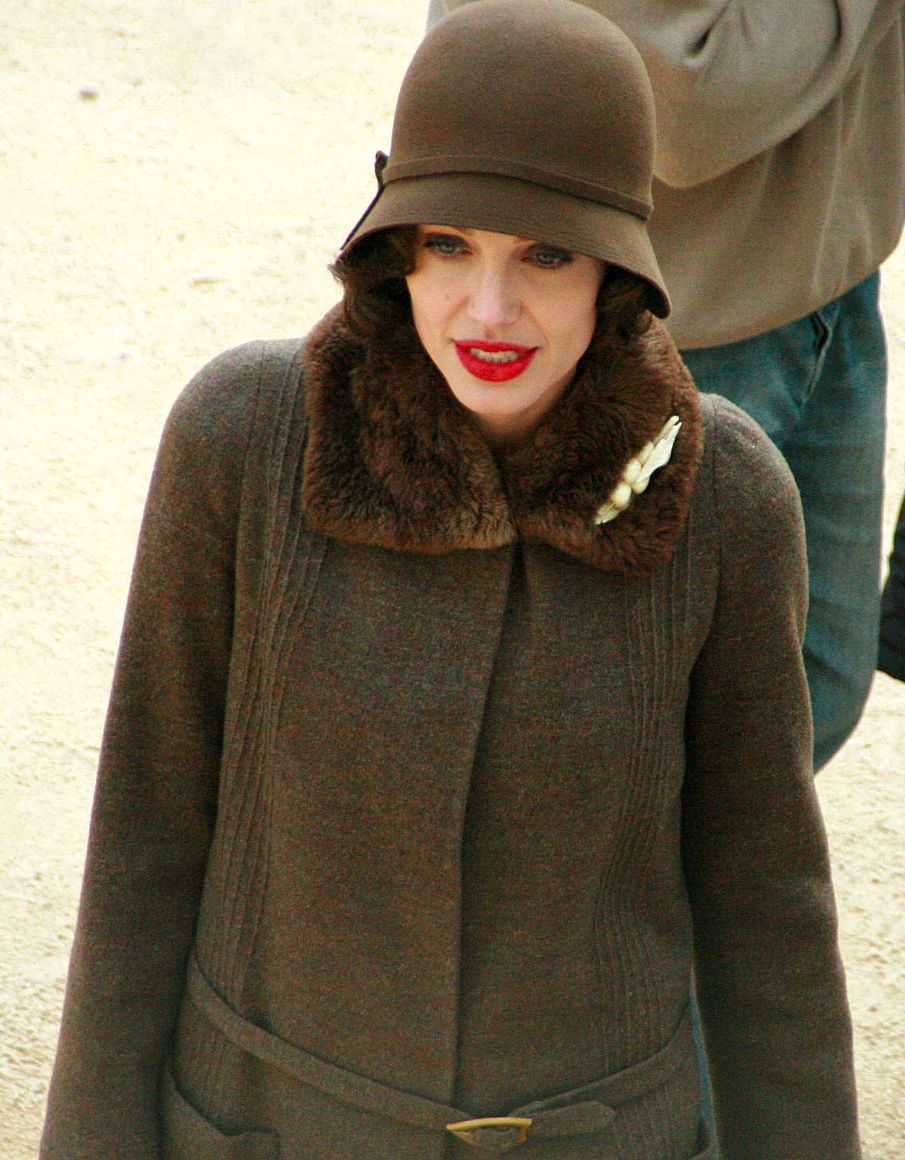
Анджеліна Джолі на зніманні фільму «Підміна»

- «Підміна» — фільм 2008 року, знятий режисером Клінтом Іствудом. Акторка Анджеліна Джолі зіграла Крістін Коллінз. За цю роль вона отримала номінацію на премію «Оскар» за найкращу жіночу роль[15]. Іствуд заявив, що Джолі була обрана на цю роль, тому що вона була матір'ю та підходила за зовнішнім виглядом відповідного періоду. Джолі сказала про свою роль: «Персонаж дуже сильно нагадав мені мою маму, тому було приємно грати когось, хто мав характерні риси того, кого я любила»[15].